# Нели Тагар
Нели Тагар (на иврит: נלי תגר) е българо-израелска актриса, комик и модел. През 2016 г. получава награда на Израелската филмова академия за най-добра актриса в телевизионна комедия.

## Биография
Нели Тагар е родена на 30 ноември 1982 на Тел Авив. Нейните родители Тива и Рафи Тагар са адвокати, които заминават от България преди тя да се роди. След задължителната военна служба тя решава да се фокусира върху актьорската кариера. След критично одобрената ѝ роля през 2014 във филма „Zero Motivation“, кариерата ѝ се развива успешно напред.
|  | Тази страница частично или изцяло представлява превод на страницата Nelly Tagar в Уикипедия на английски. Оригиналният текст, както и този превод, са защитени от Лиценза „Криейтив Комънс – Признание – Споделяне на споделеното“, а за съдържание, създадено преди юни 2009 година – от Лиценза за свободна документация на ГНУ. Прегледайте историята на редакциите на оригиналната страница, както и на преводната страница, за да видите списъка на съавторите. ВАЖНО: Този шаблон се отнася единствено до авторските права върху съдържанието на статията. Добавянето му не отменя изискването да се посочват конкретни източници на твърденията, които да бъдат благонадеждни. |